# 동이란어군
동이란어군(영어: Eastern Iranian languages)은 이란어군의 한 분파이다. 중세 서부 이란어군에서와 달리 중세 동이란어군에서는 어말의 음절이 보존되었다.
화자 수가 가장 많은 언어는 파슈토어로, 압도적으로 많은 5천만 명 이상의 모어 화자가 있다. 오늘날 동이란어군 언어들은 대부분 아프가니스탄 동부·남부와 인접 지대(타지키스탄의 고르노바다흐샨 자치주와 중국 신장 위구르 자치구의 극서부)에만 분포하나, 지리적으로 동떨어져 있는 언어가 2개 있는데 스키타이어에서 유래한 오세트어, 그리고 소그드어에서 유래한 야그노비어가 그것이다.

## 분류

### 고대
- 북동: 스키타이어†, 고대 사카어† 등
- 중앙 이란: 아베스탄어†(약 BC 1000 - BC 7세기)

아베스탄어는 흔히 초기 동이란어군에 분류되어 왔으나 최근에는 특정한 어군에 분류하지 않기도 한다.

### 중세
- 박트리아어†(약 BC 4세기 - AD 9세기)
- 화레즘어†(약 BC 4세기 - AD 13세기)
- 소그드어†(약 AD 4세기 - )
- 사카어†(약 BC 10 - AD 10세기)
- 스키타이-사마르티아어†(약 BC 8세기 - )

### 현대
- 파슈토어
  - 방언: 북부 파슈토어, 남부 파슈토어, 중앙 파슈토어, 와네치어
- 파미르 제어
  - 북파미르
    - 야즈굴럄어, 반지어†
    - 슈그니어, 루샤니어, 쿠피어, 바르탕기어, 사리콜리어

  - 상글레치어, 이슈카슈미어, 제바키어
  - 와키어
- 문지어, 이드가어
- 오르무리어, 파라치어
- 북부
  - 야그노비어
  - 오세티야어

## 같이 보기
- 서이란어군